# Gouin (Ethnie)
Die Gouin (auch Guin, Kpen, Mbwen) sind eine Ethnie aus Westafrika. Die Gouin bevölkern hauptsächlich den Norden der Elfenbeinküste und den Südwesten von Burkina Faso. Sie sprechen eine Niger-Kongo-Sprache und sind eng verwandt mit den Senufo. Etwa 100.000 Personen gehören der Ethnie an (Stand 2005).
Traditionell leben die Gouin von Viehzucht sowie Anbau von Hirse, Maniok und Yams.